# ETSV Würzburg
Der ETSV Würzburg (offiziell: Eisenbahn-Turn- und Sportverein 1928 e. V. Würzburg) ist ein Sportverein in Würzburg mit den Abteilungen Fußball, Handball, Tennis, Gymnastik und Kraftsport. Der Verein hat etwa 430 Mitglieder. Erfolgreich war der ETSV vor allem mit seiner Frauenfußball-Mannschaft. Zur Saison 2018/19 übernahm der Sportclub Würzburg Heuchelhof die Frauen- und U17-Mädchenmannschaft, die den Spielbetrieb dort als Würzburg Dragons fortsetzten.

## Vereinsgeschichte
Der Verein wurde im Jahre 1928 als Reichsbahn TSV Würzburg gegründet. Dieser Verein wurde im Jahre 1945 aufgelöst. Die Mitglieder schlossen sich im Januar 1946 dem FC Würzburger Kickers an, der seinen Namen in SC Würzburger Kickers änderte. Im Jahre 1956 wurde dann der ETSV Würzburg gegründet, während der SC Würzburger Kickers wieder zum FC Würzburger Kickers wurde.

## Frauenfußball

### Geschichte
Im Juni 2008 wechselten die Bayernliga-Fußballerinnen des TSV Uengershausen in Reichenberg zum ETSV Würzburg. Der TSV stieg im Jahre 2000 in die Bayernliga auf und schaffte als Vizemeister den Durchmarsch in die Regionalliga Süd. Dabei profitierte man vom Aufstiegsverzicht des Meisters TSV Pfersee Augsburg. Die Regionalliga konnte jedoch nur für ein Jahr gehalten werden. In der Saison 2008/09, der ersten Saison nach dem Wechsel zum ETSV Würzburg, belegte die Mannschaft den zweiten Platz in der Bayernliga. In der Saison 2009/10 gewann die Mannschaft 72 Spiele in Folge und wurde Bayerischer Meister im Hallenfußball und Bayerischer Pokalsieger und gewann die Bayernliga. In der Regionalligasaison 2010/11 stieg sie in die 2. Bundesliga auf.
Im DFB-Pokal schied die Mannschaft gegen den Zweitligisten 1. FC Köln mit 2:4 bereits in der ersten Runde aus. Die erste Saison der Vereinsgeschichte in der 2. Fußball-Bundesliga schloss Würzburg mit dem zehnten Platz von zwölf Mannschaften ab. Nach einer 1:6-Niederlage gegen den 1. FC Köln am 19. Spieltag wurde Trainer Gernot Haubenthal von Christian Breunig, den Trainer der U-17-Mannschaft des ETSV, abgelöst. In den letzten drei Saisonspielen holte Würzburg danach einen Rückstand von sechs Punkten und zwölf Toren gegenüber Borussia Mönchengladbach auf und schaffte den Klassenerhalt aufgrund des am Ende um einen Treffer besseren Torverhältnisses. Die ursprünglich geplante Relegation gegen den Drittletzten der 2. Bundesliga Nord entfiel kurzfristig, da sich die Bundesligamannschaft des Hamburger SV in die drittklassige Regionalliga zurückzog. Als beste Torschützin in dieser Saisonphase stellte sich Julia Manger heraus, die insgesamt mit 14 Treffern drittbeste Torschützin der Liga wurde.
Im Sommer 2016 folgte der Abstieg in die Regionalliga Süd, dem zwei Jahre später der Abstieg in die Bayernliga folgte. Ab der Saison 2018/19 wurden die Frauenteams und die U17-Juniorinnen aufgrund der fehlenden Finanzierbarkeit von der Mädchen- und Frauenfußballabteilung des Sportclub Würzburg (Würzburg Dragons) übernommen. Damit endet die zehnjährige Geschichte des Frauenfußballs im Verein.
Seit der Saison 2022/23 nimmt wieder eine Frauenmannschaft des ETSV Würzburg am Spielbetrieb des BFV teil.

## Männerfußball
Die Herrenfußballmannschaft spielte in der Saison 2010/11 in der B-Klasse, belegte dort den zweiten Platz und stieg in die A-Klasse auf. In der Saison 2012/13 wurde die Herrenfußballmannschaft des ETSV-Würzburg Meister in der A-Klasse und stieg in die Kreisklasse auf. Bei der Hallenstadtmeisterschaft Anfang 2014 konnte die Herrenfußballmannschaft den 4. Platz belegen.
Die zweite Mannschaft wurde zur Saison 2011/12 in der B-Klasse angemeldet, in der Saison 2014/2015 gelang auch hier der Aufstieg in die A-Klasse.